# Valderredible
Valderredible es el municipio más meridional de la comunidad autónoma de Cantabria (España). Limita al norte con Valdeprado del Río, al este y sureste con la provincia de Burgos y al oeste y suroeste con la provincia de Palencia, ambas pertenecientes a Castilla y León. Valderredible está situado en la comarca de Campoo-Los Valles y por él discurre el río Ebro. Con 303,74 km² es el término municipal cántabro de mayor extensión.
La cabecera municipal es la localidad de Polientes, situada en la margen izquierda del río Ebro. Esta dista cuarenta y cuatro kilómetros de Reinosa y ciento dieciséis de la capital autonómica, Santander.

## Toponimia
El nombre del municipio deriva del topónimo tradicional de Val de Ripa Hibre, que en castellano antiguo significa 'valle a orilla del río Ebro', haciendo clara referencia al río Ebro que atraviesa el término municipal.

## Geografía
Con 303,74 km² es el término municipal cántabro de mayor extensión y el más meridional de la comunidad. Está situado en la zona sur de Cantabria, dentro de la comarca de Campoo-Los Valles. Limita al norte y oeste con el término de Valdeprado del Río, al este y sureste con la provincia de Burgos y al oeste y suroeste con la provincia de Palencia, ambas pertenecientes a Castilla y León.
| Noroeste: Valdeprado del Río | Norte: Valdeprado del Río y Alfoz de Santa Gadea                                                     | Nordeste: Valle de Valdebezana                |
| Oeste: Aguilar de Campoo     | | Este: Alfoz de Bricia y Orbaneja del Castillo |
| Suroeste: Pomar de Valdivia  | Sur: Sargentes de la Lora, Basconcillos del Tozo, Berzosilla, Valle de Valdelucio, Pomar de Valdivia | Sureste: Sargentes de la Lora                 |

La geografía del municipio está claramente influenciada por el valle que conforma el río Ebro a su paso por esta zona del sur de Cantabria. La mayor parte de los pueblos se sitúan a orillas del Ebro, aunque hay otros que se encuentran más elevados. Aun así, las amplias vegas que ha formado el río marcan enormemente la fisonomía del municipio, en el que se abren amplias vegas y campos propicios para el cultivo del cereal y especialmente de la patata, siendo esta zona una de las principales productoras de este producto en Cantabria, que es reconocido bajo la marca «patata de Valderredible». El municipio es el último que atraviesa el Ebro antes de abandonar Cantabria y adentrarse en Castilla y León.

### Enclaves palentinos
Dentro del término municipal de Valderredible se encuentran tres enclaves palentinos que forman sendos enclaves de esta provincia en Cantabria. Se trata de las pedanías de Cezura y Lastrilla (ambas pertenecientes al municipio de Pomar de Valdivia) y el municipio de Berzosilla (que en realidad es un enclave palentino entre la provincia de Burgos y Cantabria).

### Clima

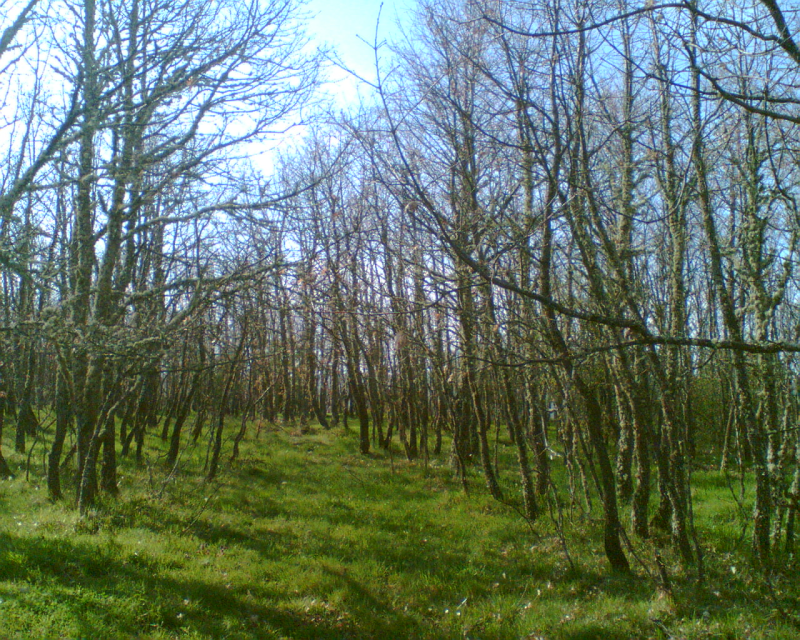
Robledal cercano a Navamuel

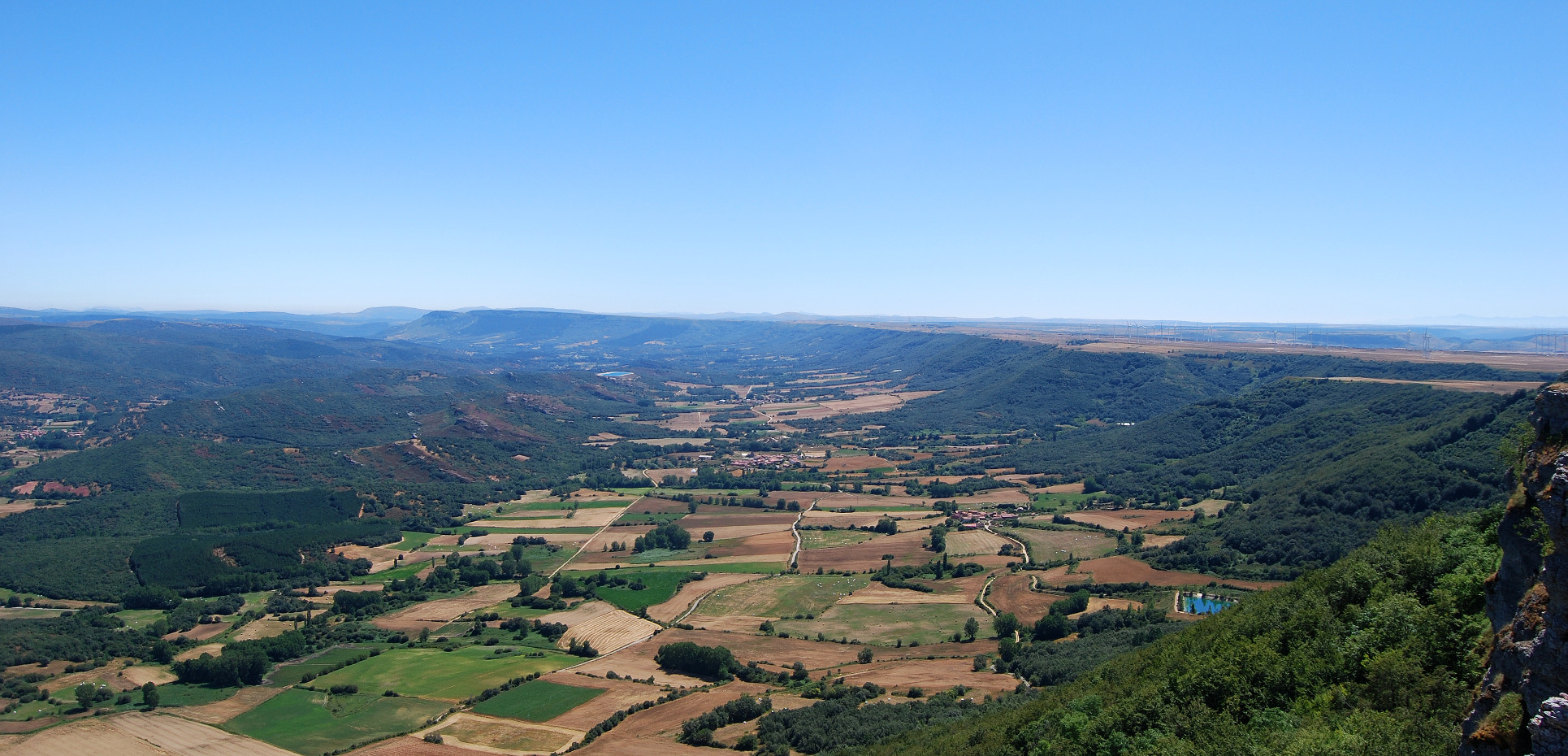
Panorámica de Valderredible en la que se puede apreciar el valle del Ebro y el páramo de La Lora a la derecha

El clima podría definirse como Mediterráneo continentalizado y en realidad se asemeja mucho más al clima de la zona norte de las provincias de Palencia o Burgos que al clima del resto de Cantabria. De hecho es una de las zonas de Cantabria con menos precipitaciones y en cuanto a las temperaturas, el valle tiene veranos calurosos, con temperaturas superiores a los 30 °C y con episodios en los que se pueden alcanzar los 35 °C, aunque las noches son bastante frescas, incluso en época estival. Los inviernos son fríos, con heladas y nevadas relativamente frecuentes, aunque en general el periodo invernal es algo menos extremo que en el resto de la comarca de Campoo-Los Valles, que tiene un altitud media más elevada y por tanto tiene componentes de clima de montaña que no aparecen en Valderredible. Al encontrarse el municipio en el fondo de un valle fluvial, también son frecuentes los episodios de niebla.

## Historia
Se han encontrado distintos yacimientos del Neolítico y de la Edad de Bronce como el de Salcedo, pinturas rupestres esquemática en Ruanales, monumentos megalíticos como el menhir (llamado Lanchahincada) en San Martín de Elines o los campus de túmulos en las estribaciones de la Lora. También existen variados vestigios de ocupación romana como la villae de Santa María de Hito, de época bajo imperial, bajo una importante necrópolis de época visigoda y altomedieval que deparó abundante material arqueológico de alto valor patrimonial.
En la Alta Edad Media (hacia el siglo X), la zona ya debía de estar bastante poblada, a juzgar por la abundancia de núcleos de población, ermitas rupestres como «los Ventanos» en Villamoñico, enterramientos excavados en roca arenisca de forma antropomórfica y restos cerámicos datados en la época. A partir de los siglos XI y XII comienzan a construirse las abundantes iglesias románicas de la comarca, que enlazan con la tradición constructiva del románico rural de las comarcas del norte de Palencia y Burgos.

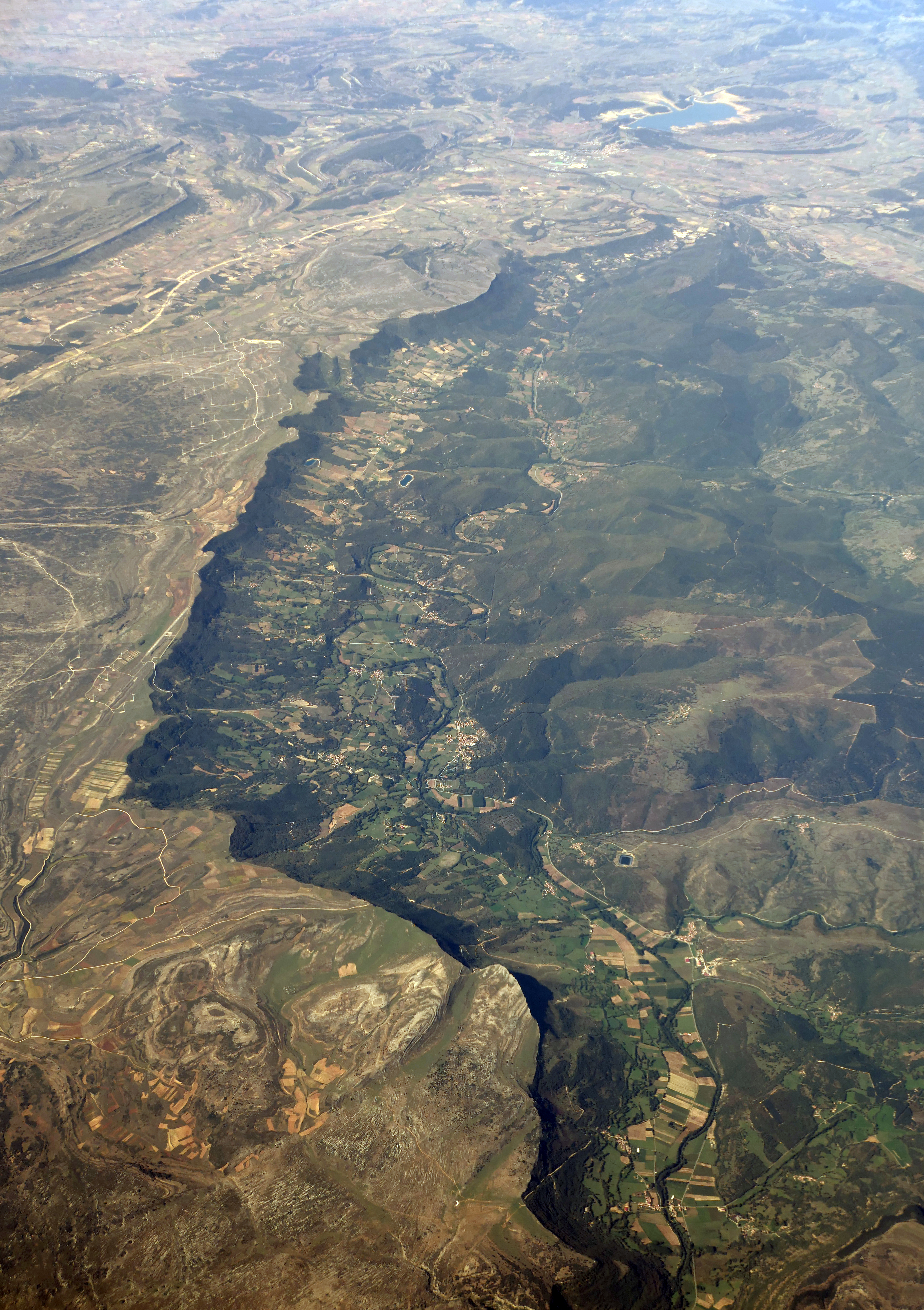
Vista aérea del sur de Valderredible, y el Ebro

Valderredible, como el resto de territorios de la zona, estuvo integrado en la Merindad de Campoo hasta que, en 1633, sus vecinos consiguieron el derecho a tener alcaldes designados por la autoridad real de entre ellos y desde entonces se desligó de la administración del resto de valles de Campoo. En el año 1835 obtuvo el rango de municipio y aunque hubo propuestas de dividirlo en dos (Valderredible de Abajo y Valderredible de Arriba), especialmente debido a su gran extensión, finalmente se constituyó como un único municipio y su capital residió en Polientes.

## Demografía

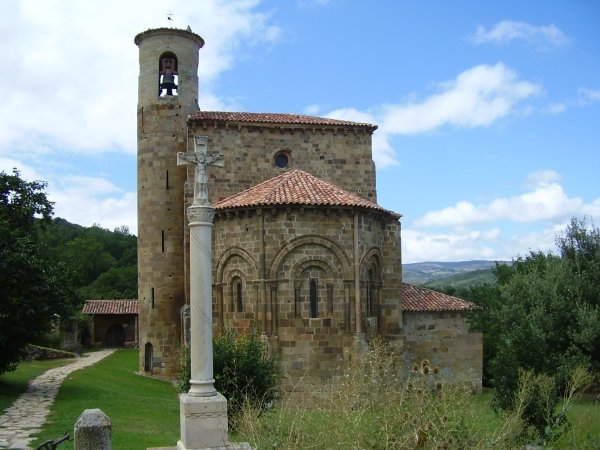
Colegiata de San Martín de Elines

Más de cincuenta pueblos conforman este municipio. La mayoría de ellos tienen una población muy escasa, rozando alguno de ellos la despoblación:

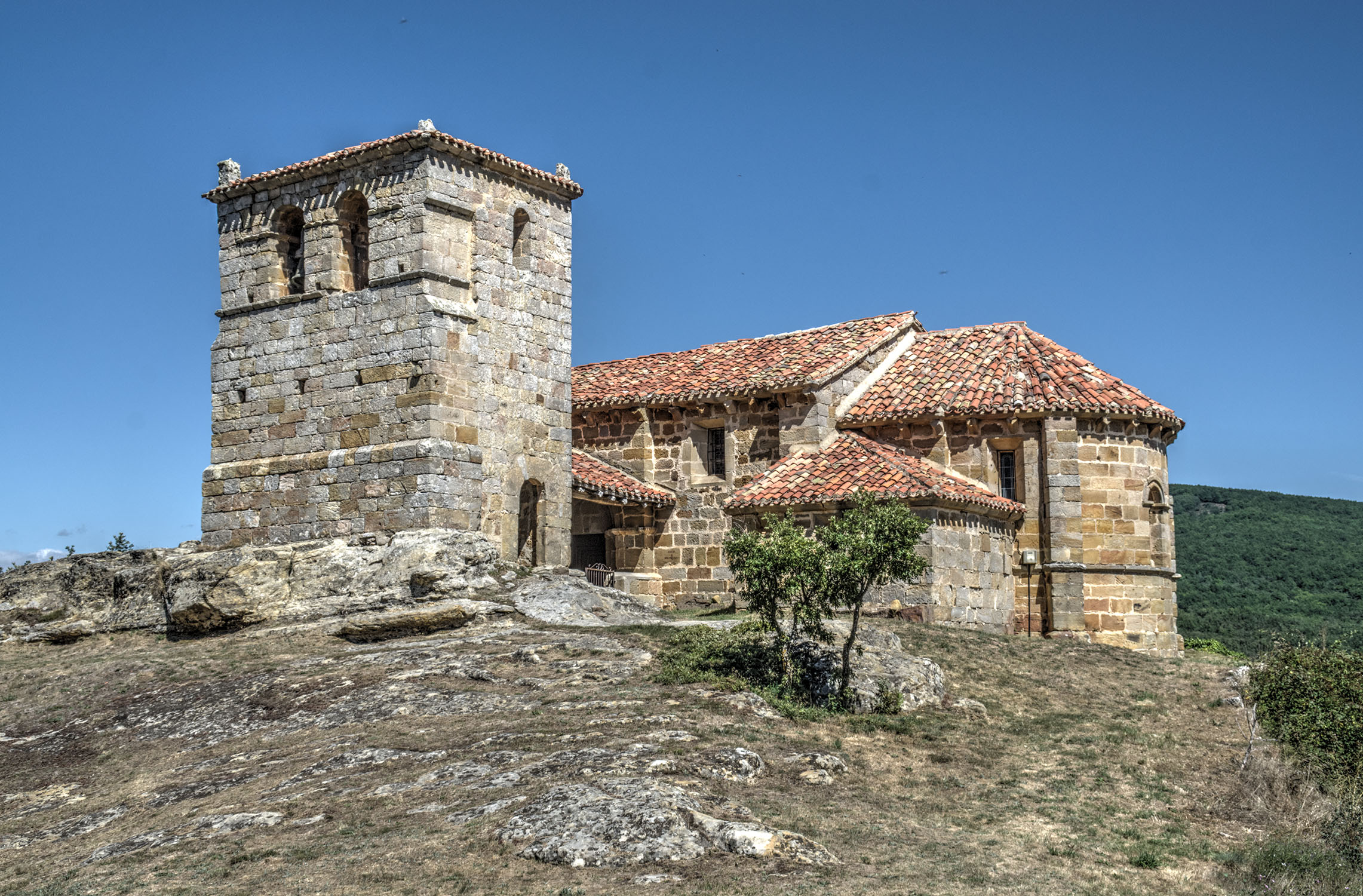
Iglesia románica de Santa Leocadia, en Castrillo de Valdelomar

Valderredible cuenta con una población de 938 habitantes (INE 2024).
| Gráfica de evolución demográfica de Valderredible entre 1842 y 2021                                                 |
| |
| Población de derecho según los censos de población del INE Población de hecho según los censos de población del INE |

La población de este municipio, como es habitual en las zonas interiores de Cantabria, ha disminuido enormemente, sobrepasando escasamente los 1000 habitantes en la actualidad. Este despoblamiento, junto con la gran extensión de dicho municipio, provoca un número muy bajo de habitantes por kilómetro cuadrado. En la gráfica se puede ver el descenso brutal de la población que se ha producido desde principios del siglo XX, cuando se sobrepasaban con creces los 7000 habitantes, a la actualidad, donde se rondan los 1000.

## Economía
De acuerdo con la Contabilidad Regional que realiza el Instituto Nacional de Estadística, en el año 2014 la renta per cápita de Valderredible era de 10 694 euros por habitante, por debajo de la media regional que se sitúa en 13 888 € y la estatal (13 960 €).

## Administración y política

### Gobierno municipal
El alcalde de Valderredible es Luis Fernando Fernández (PRC), quien ocupa el cargo desde 2005, y continúa en el mismo tras ganar por mayoría absoluta las elecciones municipales de 2011, las de 2015 y las de 2019. Desde 2019, los partidos políticos con representación en el ayuntamiento son el Partido Regionalista de Cantabria y el Partido Socialista de Cantabria.
| Partido político                                 | 2023  | 2023  | 2023       | 2019  | 2019  | 2019       | 2015  | 2015  | 2015       | 2011  | 2011  | 2011       | 2007  | 2007  | 2007       | 2003  | 2003  | 2003       |
| Partido político                                 | Votos | %     | Concejales | Votos | %     | Concejales | Votos | %     | Concejales | Votos | %     | Concejales | Votos | %     | Concejales | Votos | %     | Concejales |
| Partido Regionalista de Cantabria (PRC)          | 442   | 65,19 | 5          | 502   | 68,20 | 6          | 497   | 62,99 | 6          | 476   | 56,33 | 5          | 411   | 45,92 | 5          | 246   | 23,50 | 2          |
| Partido Socialista Obrero Español (PSOE)         | 151   | 22,27 | 1          | 147   | 19,97 | 1          | —     | —     | —          | 192   | 22,72 | 2          | 240   | 26,82 | 2          | 365   | 34,86 | 3          |
| Partido Popular (PP)                             | 78    | 11,5  | 1          | 58    | 7,88  | 0          | 79    | 10,01 | 1          | 169   | 20,00 | 2          | 237   | 26,48 | 2          | 426   | 40,69 | 4          |
| Asociación Independiente de Valderredible (AIVA) | —     | —     | —          | —     | —     | —          | 207   | 26,24 | 2          | —     | —     | —          | —     | —     | —          | —     | —     | —          |

### Organización territorial
- Allén del Hoyo
- Arantiones
- Arenillas de Ebro
- Arroyuelos
- Bárcena de Ebro
- Bustillo del Monte
- Cadalso
- Campo de Ebro
- Castrillo de Valdelomar
- Cejancas
- Coroneles
- Cubillo de Ebro
- Espinosa de Bricia
- Loma Somera
- Montecillo
- Navamuel
- Otero del Monte
- Población de Abajo
- Población de Arriba
- Polientes (capital)
- La Puente del Valle
- Moroso (despoblado)
- Quintanasolmo
- Quintanilla de An
- Quintanilla de Rucandio
- Rasgada
- Rebollar de Ebro
- Renedo de Bricia
- Repudio
- Revelillas
- Riopanero
- Rocamundo
- Ruanales
- Rucandio
- Ruerrero
- Ruijas
- Salcedo
- San Andrés de Valdelomar
- San Cristóbal del Monte
- San Martín de Elines
- San Martín de Valdelomar
- Santa María de Hito
- Santa María de Valverde
- La Serna
- Sobrepenilla
- Sobrepeña
- Soto Rucandio
- Susilla
- Villaescusa de Ebro
- Villamoñico
- Villanueva de la Nía
- Villaverde de Hito
- Villota de Elines

## Patrimonio
Varios son los bienes de interés cultural de este municipio. Por un lado, hay una serie de monumentos entre los que se distinguen las ermitas rupestres de las iglesias románicas y, por otro, una serie de zonas arqueológicas.

### Monumentos

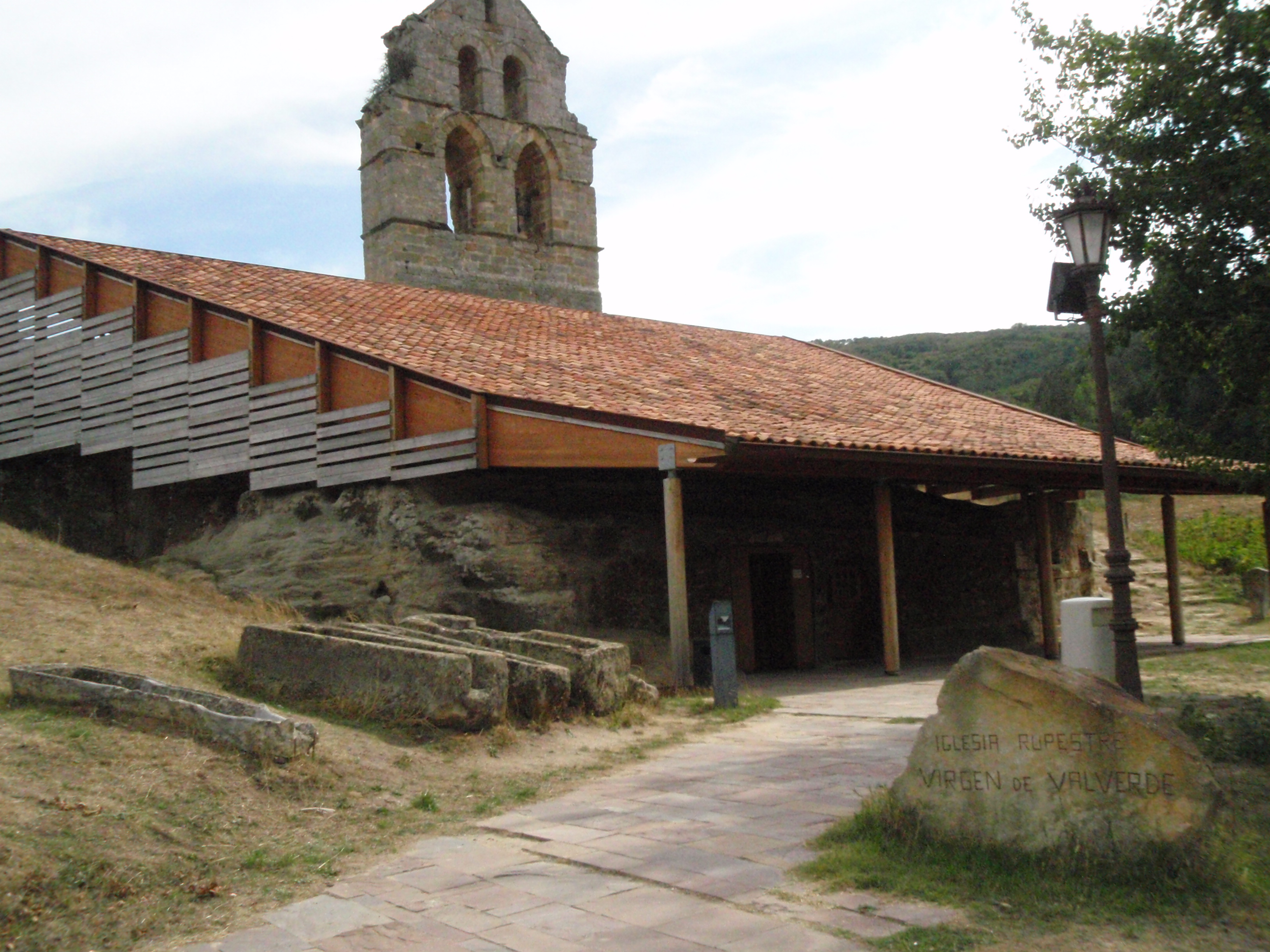
Valderredible concentra gran cantidad de ermitas rupestres, a lo largo de todo el valle, como la de Santa María de Valverde

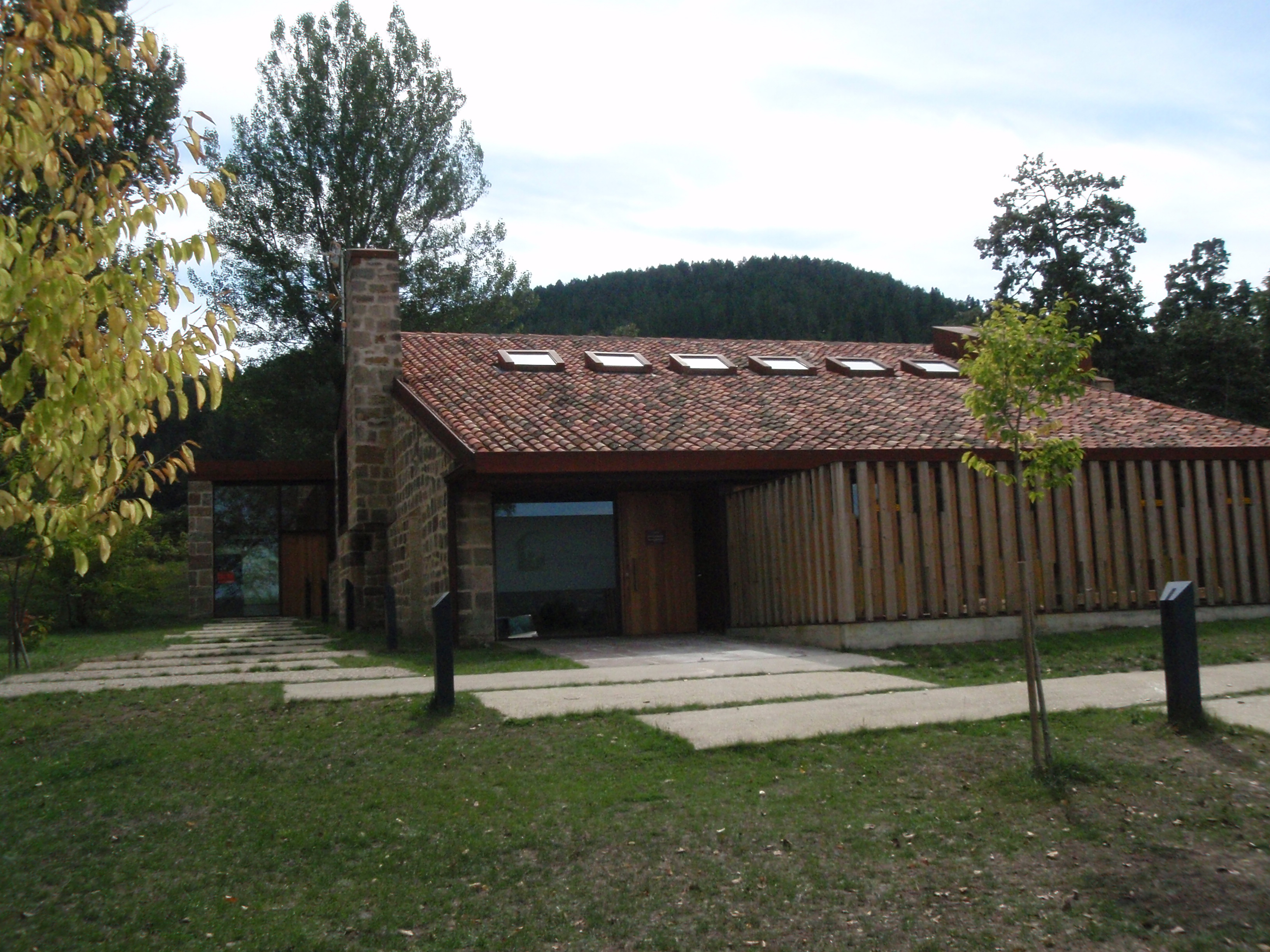
Centro de Interpretación del Rupestre, junto a la ermita de Santa María de Valverde

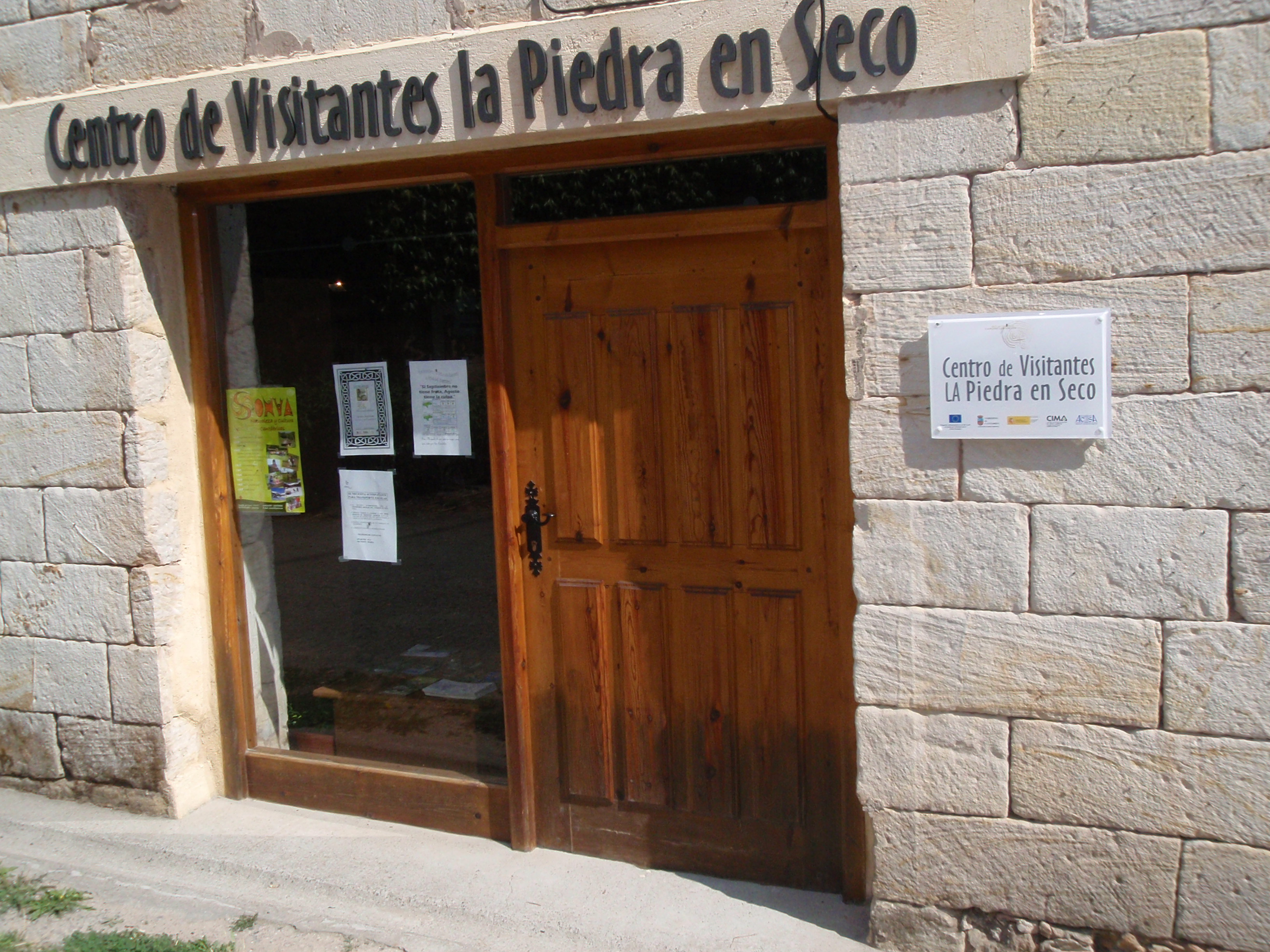
Centro de Visitantes la Piedra en Seco, en Puente del Valle

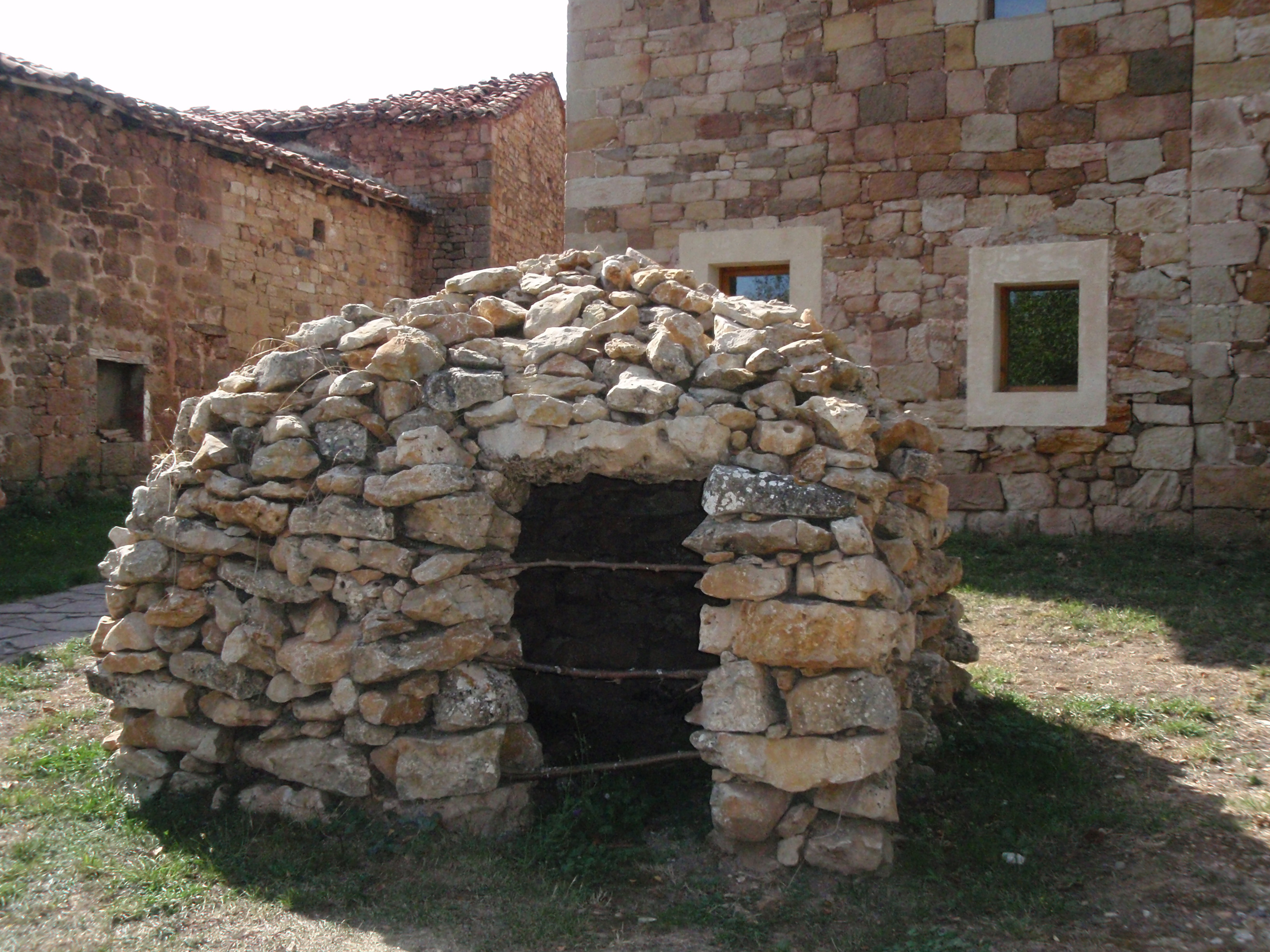
Cabaña de piedra en seco

- Colegiata de San Martín en San Martín de Elines, máximo exponente del rico patrimonio románico de la zona. Existente ya antes del siglo X, de influencia mozárabe, fue reconstruida en el siglo XII.
- Iglesia rupestre de Cadalso. Declarada Bien de Interés Cultural el 15 de mayo del año 1983.[12]
- Iglesia rupestre de Santa María de Valverde. Es la más destacada de las ermitas rupestres; data de los siglos VIII-X, con una espadaña del siglo XII y situada junto a un cementerio medieval con tumbas también excavadas en la roca.
- Iglesia rupestre de San Miguel, de Campo de Ebro.
- Iglesia rupestre de Arroyuelos. levantada en el siglo X y declarada Bien de Interés Cultural el veintitrés de febrero del año dos mil cuatro.[13]
- Iglesia de San Martín en San Martín de Valdelomar
- Torre de Ruerrero
- Torre de Cadalso

Hay otras manifestaciones románicas no protegidas oficialmente, que hacen que Valderredible forme parte del País del Románico, zona con una de las mayores concentraciones de iglesias románicas de Europa, estando todas ellas siendo sometidas a un proceso de restauración. Pueden citarse San Andrés de Valdelomar (siglo XII o comienzos del XIII), Castrillo de Valdelomar, Villanueva de Nía y varias más, conservadas en mayor o menor medida, repartidas por toda la zona.

### Zonas arqueológicas
- Iglesia y yacimiento arqueológico en Santa María de Hito.
- Ídolo de Ruanales en Ruanales
- Abrigo del Cubular también en Ruanales.

### Lugares de interés
Junto a la ermita rupestre de Santa María de Valverde, se localiza el Centro de Interpretación del Arte Rupestre, que se encuentra abierto al público.
En la localidad de La Puente del Valle, pueden acercarse al Centro de visitantes de la Piedra en Seco, dependiente de la Consejería de Medio Ambiente de Cantabria, abierto al público desde finales del año 2006. En el interior pueden encontrarse muestras de los distintos usos y técnicas utilizados en la arquitectura tradicional de piedra en seco (sin argamasa), así como reproducciones en forma de maquetas de distintas arquitecturas similares por distintas localizaciones del mundo, y una a tamaño real en el jardín.
En el cruce de Puente del Valle, con Montecillo y Quintanilla de An, se encuentran los restos de la ermita rupestre de San Pantaleón, y de una gran necrópolis labrada en lo alto de una roca.
La localidad de Rebollar de Ebro, alberga, además el Observatorio Astronómico de Cantabria.
En Riopanero se encuentra en Centro de Visitantes del Monte Hijedo, uno de los bosques de roble albar más importante del norte de España. A través de esta localidad tenemos uno de los accesos a este bosque.
En Polientes, centro de servicios de la zona, se localiza el Museo Etnográfico de Valderredible.

## Localidades hermanadas
- Saint-Crépin-d'Auberoche, Francia (15 de abril de 2019)